# 鎌田茶業
鎌田茶業株式会社（かまだちゃぎょう、英称: Kamadacyagyo, Ltd.）は、宮崎県都城市に本社を置く、茶製品を扱う製造メーカーである。

## 事業展開
お茶の専門店
- 小売部門 - 薩摩園の屋号にて宮崎県内、直営店・百貨店・スーパー等で展開。
- 通販部門 - カタログ/インターネットにて展開
- カフェ部門 - navi's green tea（ナヴィーズ グリーン ティー）として 薩摩園イオン宮崎店にてテイクアウト専門のグリーンティーカフェとして併設。同店舗撤退に伴い休止。宮崎店の茶房は営業中。
- 2022年4月に、都城市今町に薩摩園café今町別邸OPEN

## 店舗
- 本店 宮崎県都城市今町7513番地
- 宮崎店 宮崎県宮崎市日ノ出町52-1
- 都城大丸店 宮崎県都城市中町14-15 都城大丸本館BF
- イオン都城店 宮崎県都城市早鈴町1990番地 イオン都城SC 1F
- 薩摩園Cafe今町別邸 宮崎県都城市今町7521-3

## 製茶工場
- 本工場 宮崎県都城市今町7507番地8

## 歴史
- 1976年 - 宮崎県都城市にて鎌田茶業を設立。製茶工場(第一工場)を同地に新設。
- 1977年 - 法人化し、鎌田茶業株式会社に商号を変更。
- 1978年 - 宮崎県宮崎市吉村町に第1号直営専門店”薩摩園 宮崎店”を開店
- 1981年 - 宮崎県都城市に第2店舗目となる直営専門店”薩摩園 本店”を開店。 同時に製茶工場(第一工場)を増設し生産体制を強化。
- 1981年 - 宮崎県児湯郡高鍋町に第3店舗目となる直営専門店”薩摩園 高鍋店”を開店。
- 1983年 - 鎌田茶業の特徴である”炭火仕上製法”を開発。同時に看板商品”炭火仕上高級煎茶 炭烈火”を発売開始。
- 1986年 - 現製茶工場所在地に第二工場を新設し、生産体制を強化。
- 1988年 - 都城大丸百貨店本館BFに、第4店舗目となる直営専門店”薩摩園 大丸店”を開店。
- 1991年 - 蜂蜜の粉末化製造法・製法特許取得。
- 1995年 - 直営専門店”薩摩園 本店”を新装開店。
- 1995年 - 第二工場増設に伴い、第一工場の機能を移設。現製茶工場とする。
- 2001年 - 宮崎店を宮崎県宮崎市日ノ出町へ移転。茶房を併設した新店舗を新設。店内を日本で初めての試みとなる”茶の草木染め”を施す。
- 2001年 - 一部店舗にPOSを導入し管理システムを一新。ポイントシステムを完備。
- 2002年 - 全店舗の販売管理システムを導入。
- 2003年 - イオン都城SC1Fに、第5店舗目となる直営専門店”薩摩園 イオン都城店”を開店。
- 2004年 - 公式ホームページを開設。インターネット通販部門を強化。 宮崎ウェブサイトアワード2004にてウェブデザイン賞、ウェブクリエイター賞の2冠達成。
- 2005年 - イオン宮崎SC1Fに、第6店舗目となる直営専門店”薩摩園 イオン宮崎店”を開店。テイクアウト型和カフェnavi's green teaを同店に併設。
- 2007年 - 出店事業見直しにより、薩摩園 イオン宮崎店を撤退。
- 2008年 - 一部小売り商品パッケージをマイナーチェンジ。
- 2009年 - 宮崎初のプロバスケットボールチーム”宮崎シャイニングサンズ”の運営法人みやざきエナジークリエイトに出資。筆頭株主となる。
- 2010年 - 一部小売り商品パッケージをマイナーチェンジ。
- 2012年 - 公式ホームページをリニューアル。
- 2013年 - 新商品の一番白折ほうじ茶発売開始。
- 2014年 - 製茶工場設備大幅リニューアル。リニューアルに伴い製茶工場一部改築。一部小売り商品パッケージをマイナーチェンジ。
- 2021年 - 3月 世界初となる紅茶の抹茶「紅抹茶（あかまっちゃ）」を「Makuake」でローンチ。同年7月より一般販売開始。
- 2022年 - 3月 全国各地に展開する“暮らしを彩るブーランジェリー”BOUL'ANGE(ブール アンジュ)とコラボ、紅抹茶使った3種類のパンをローンチ
- 2022年 - 1月 レストラン『unis』薬師神 陸シェフ監修、BRANCHÉ CHOCOLAT｜ブランシェ・ショコラとコラボ、至福の正方形『紅茶のカレ・オ・ショコラ』をローンチ
- 2022年 - 3月 高鍋店閉店
- 2022年 - 4月 都城市今町に薩摩園Cafe今町別邸 OPEN
- 2022年 - 7月 イオン都城店にcafeを併設リニューアル OPEN
- 2022年 - 9月 都城市千町に薩摩園Cafe早水BASS OPEN
- 宮崎店リニューアル OPEN
- 2022年 - 10月 炭烈火パッケージデザイン／ファスナータイプ袋に変更
- 2022年 - 11月 本社工場内にセントラルキッチン設置リニューアル

## 主な商品

### 緑茶(煎茶)
- 炭火仕上高級煎茶 炭烈火

- 炭火仕上高級煎茶 桜花爛漫

- 高級煎茶 おくみやこ

- 高級煎茶 みやこみどり

- 碧糸白折 くらんど（へきししらおれ）

### 抹茶
- お抹茶おくみやこ
- 紅抹茶（あかまっちゃ）（国産紅茶の碾茶から作った世界初の紅茶の抹茶、製法特許申請中）